# Fischauer Vorberge

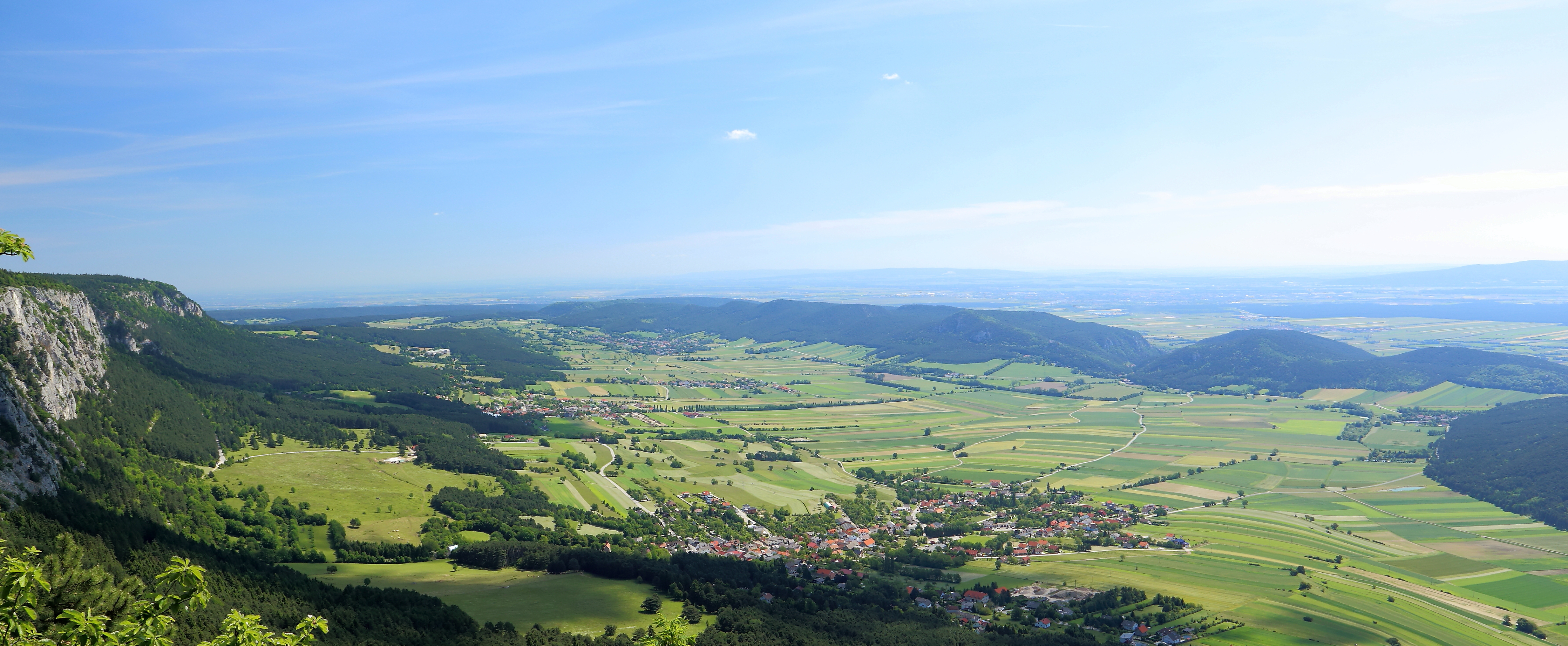
Blick von der Hohen Wand Richtung Osten. Links das Plateau der Hohen Wand, rechts die Fischauer Vorberge und dazwischen die sogenannte Neue Welt mit den Dörfern Maiersdorf, Stollhof und Gaaden (von vorne nach hinten), die zur Gemeinde Hohe Wand gehören und dahinter das Dorf Muthmannsdorf, welches ein Teil der Gemeinde Winzendorf-Muthmannsdorf ist.

Die Fischauer Vorberge sind ein Vorgebirge der Hohen Wand, höchste Erhebung ist der Kienberg mit einer Höhe von 650 m ü. A.
Sie gehören zum Wiener Neustädter Bergkranz.

## Ausdehnung
Die Fischauer Vorberge beginnen im Norden bei Markt Piesting und erstrecken sich westlich von Bad Fischau-Brunn bis nach Winzendorf, wo sie vom Prossetbach durchtrennt werden. Dann verlaufen sie nördlich an Dörfles vorbei bis nach Willendorf. Nordwestlich der Fischauer Vorberge reicht die ausgedehnte Senke der Neuen Welt bis direkt an den Fuß der Hohen Wand. An der Südostseite der Fischauer Vorberge entspringt die Warme Fischa.

## Geologie
Die Fischauer Berge, auch „Emmerbergzug“ genannt, streichen als stark reliefierte Höhenzone um 500 bis 600 m Höhe in nordöstlicher Richtung und werden einerseits von der Gosaumulde der Neuen Welt, andererseits von den jungtertiären Sedimenten des Wiener Beckens begrenzt. Die einzige oberirdische Entwässerung der Neuen Welt erfolgt quer durch die Fischauer Berge in Form der Prossetschlucht, einem epigenetischen Denudationsdurchbruch. Von der Hauptmasse des Gebietes aus Hallstätter Kalk der Hohen-Wand-Decke ist im Südwesten der Kienberg abgesetzt, dessen höhere Teile aus Wettersteinkalk der Schneebergdecke aufgebaut werden. Ebenso wird der Nordostteil mit der Mahlleiten (Malleiten) und der Steinereben aus Wettersteinkalk gebildet. Hier verzahnen sich auch die kreidezeitlichen Sedimentgesteine der Neuen Welt mit den triassischen Gesteinen und ermöglichen, zusammen mit den Bauxitvorkommen am Auriegel, die Deutung verschiedener Reliefgenerationen und Formen des Paläokarstes. Von Bedeutung sind ferner die jungtertiären Gesteine des Randbereiches des Wiener Beckens, von denen namentlich der Leithakalk und die pannonen Piesting-Konglomerate („Hart-Schotter“) anzuführen sind, die auch für die Höhlenbildung in Frage kommen.

## Höhlen
Insgesamt sind im Katastergebiet 1864 – Fischauer Vorberge 67 Höhlen vorhanden, die größte ist die als Schauhöhle geführte Eisensteinhöhle (Höhlenkatasternummer 1864/1); interessant sind auch die Große Kollerhöhle (1864/14, Naturdenkmal) und die labyrinthisch und etagenartig ausgebildete Emmerberghöhle (1864/3) (beide vergittert). Des Weiteren sind noch die Hofmannshöhle (1864/8), Zigeunerhöhle (1864/21), Großes Zwerglloch (1864/22), Falschmünzerhöhle (1864/4), Promenadensteighöhle (1864/29) und der Steinere Stadl (1864/18) von Bedeutung, da sie wichtige prähistorische Fundplätze darstellen.

## Anrainergemeinden
Anrainergemeinden sind Markt Piesting, Wöllersdorf-Steinabrückl, der Kurort Bad Fischau-Brunn, Winzendorf-Muthmannsdorf, die Gemeinde Hohe Wand und Willendorf.

## Vegetation
Auf den Fischauer Vorbergen wachsen hauptsächlich Föhren.